# Fajka (Rudawy Janowickie)

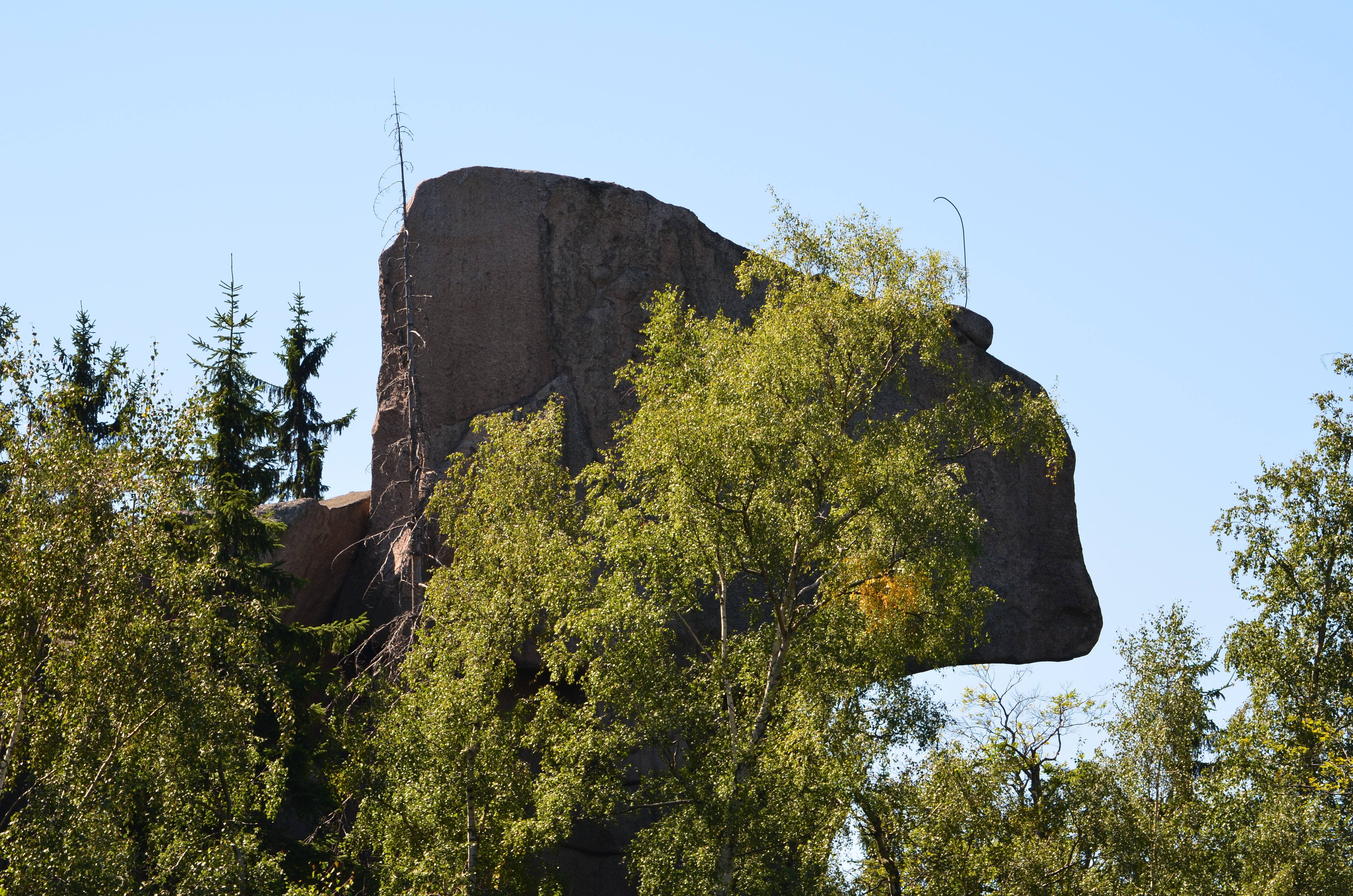
wiszący kamień

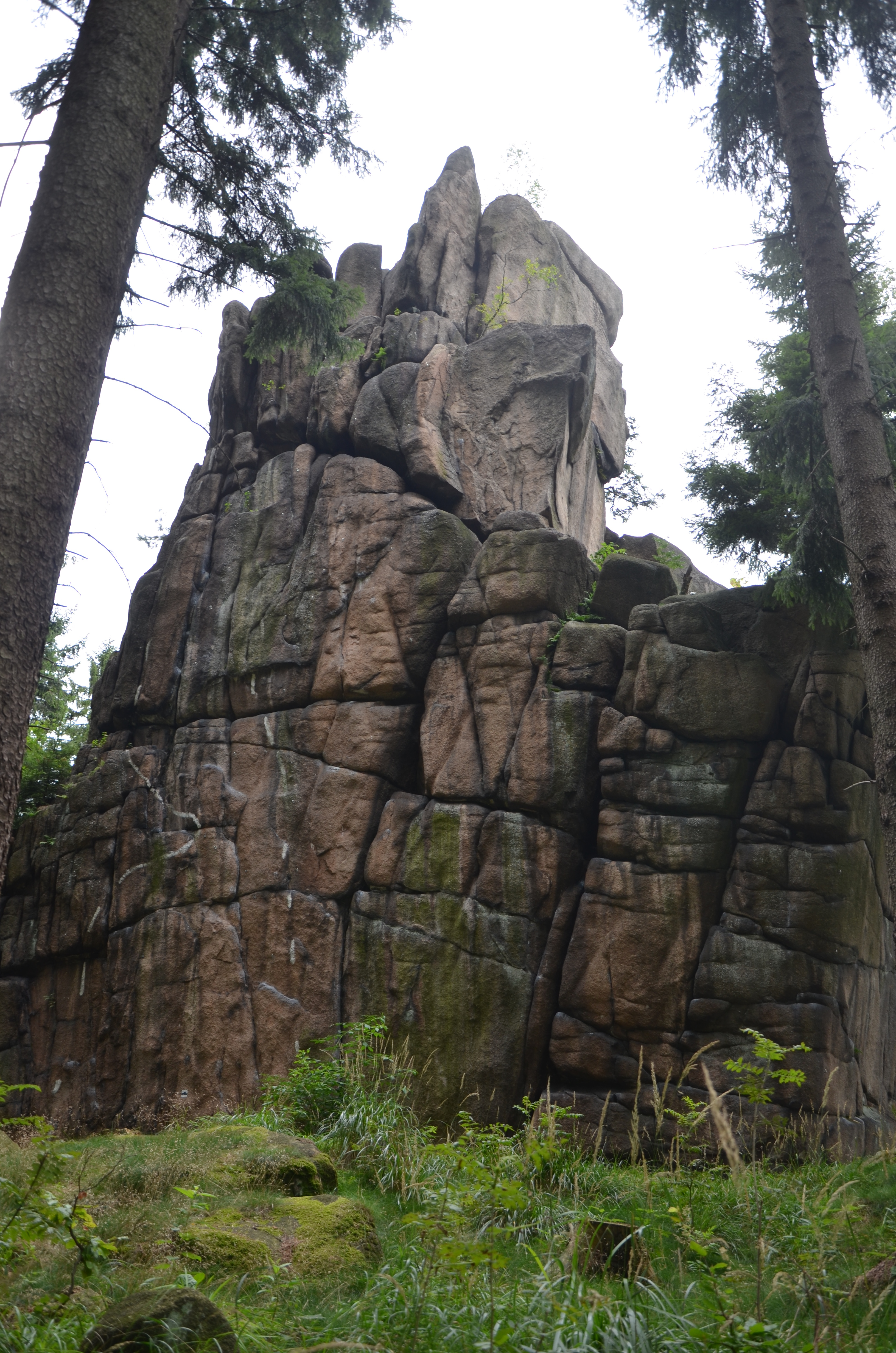
blok skalny

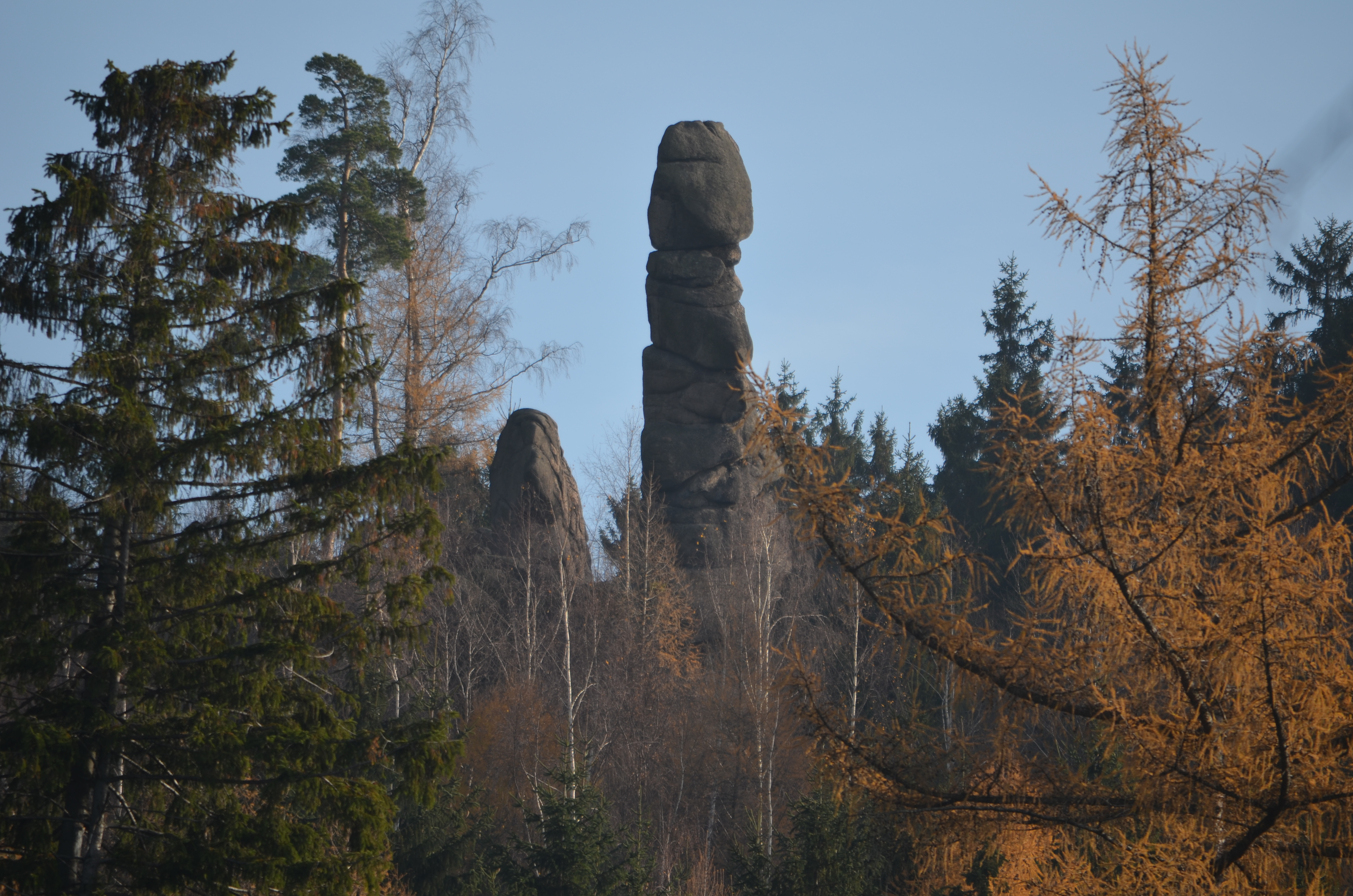
Rylec

Fajka (niem. Friedrich-Wilhem Stein, ok. 610–620 m n.p.m.) – grupa skalna w południowo-zachodniej Polsce, Sudetach Zachodnich, Rudawach Janowickich.

## Położenie
Fajka położona jest w Rudawach Janowickich, na Janowickim Grzbiecie, na zachodnich zboczach bezimiennego wzniesienia o wysokości ok. 645 m n.p.m., położonego pomiędzy Lwią Górą na południowym wschodzie, a Jańską Górą na północnym zachodzie. Wzniesienie to znajduje się w ramieniu odchodzącym od Dziczej Góry w kierunku północno-zachodnim, w stronę Gór Sokolich. Fajka leży na południe od Rozdroża pod Jańską Górą, na wschód od Karpnik i na północ od Strużnicy.
Widoczne ze Strużnicy wzniesienie porasta w całości sztuczna monokultura świerkowa, która zastąpiła pierwotne lasy regla dolnego.

## Opis
Na zachodnich, stromych zboczach bezimiennego wzniesienia, pomiędzy dwiema trawersującymi je drogami leśnymi, znajduje się niewielkie skupisko skałek, z których najbardziej znanymi są Fajka, Rylec, Pajęcza Skała, Szuflandia i Ząbek. Wokół skałek, a zwłaszcza poniżej nich znajdują się liczne bloki skalne, wręcz blokowiska. Ponadto teren jest porośnięty gęstym lasem świerkowym.
Sama Fajka składa się z kilku formacji skalnych i wielu bloków. Jej ściany pocięte są nieregularnymi spękaniami ciosowymi o bardzo zmiennej geometrii.
Poniżej dolnej drogi, którą prowadzi ( niebieski szlak) ze „Szwajcarki” na Starościńskie Skały, znajdują się jeszcze inne skałki – Lustro i Karpnicka Turniczka.

## Budowa geologiczna
Zbudowane jest z waryscyjskich granitów karkonoskich, należących do masywu karkonoskiego. Jest to granit średnioziarnisty porfirowaty, z widocznymi porfirokryształami skaleni.